# Министерство обороны Туркменистана
Министерство обороны Туркменистана (туркм. Türkmenistanyň Goranmak ministrligi) - ведомство при Правительстве Туркменистана, являющееся центральным исполнительным органом, осуществляющим государственную политику в сфере обороны, а также руководство Вооруженными Силами Туркменистана.
На данный момент министром обороны Туркменистана является Бегенч Гундогдыев.

## Политика

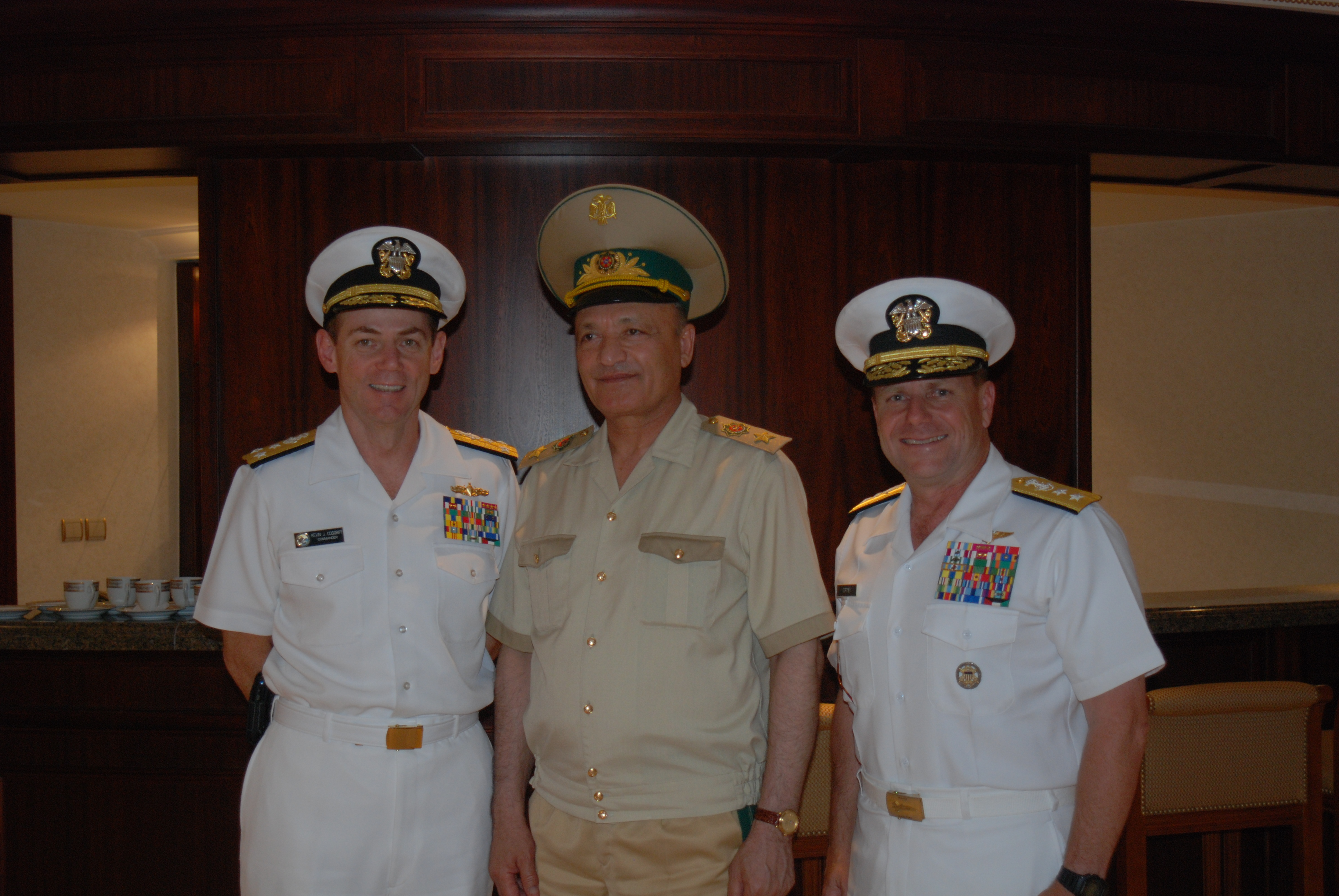
Агагельды Мамметгельдыев с американскими военными

Туркмения является фактически наиболее нейтральным из всех государств на бывшей территории СССР. Туркмения не подписывала Договор о коллективной безопасности, не входит и в блок ГУАМ (Грузия, Украина, Азербайджан, Молдавия и до недавнего времени Узбекистан). Подчеркнуто нейтральную политику вела Туркмения и в отношении афганской войны, поддерживая ровные отношения как с талибами, так и с Северным альянсом. Даже после событий 11 сентября 2001 года войска союзников так и не появились на территории республики, в частности, Ниязов отказал правительству Германии в предоставлении базы для немецких самолетов, аргументировав свою позицию тем, что республика намерена и дальше следовать принципам нейтралитета.

## Министры
| No | Имя                                        | Назначен   | Уволен      | Причина увольнения            |
| 1  | Копеков, Дангатар                          | 07.01.1992 | 17.09.1998  | переход на другую работу      |
| 2  | Касымов, Курбанмухаммед Гаджарович         | 17.09.1998 | 24.05.1999  | переход на другую работу      |
| 3  | Сарджаев, Батыр Курбанович                 | 24.05.1999 | 26.06.2001  | переход на другую работу      |
| 4  | Бегенчев, Курбандурды Карьягдыевич         | 26.06.2001 | 14.03.2002  | за недостатки в работе, арест |
| 5  | Аразов, Реджепбай Аразович                 | 14.03.2002 | 29.09.2003  | по состоянию здоровья         |
| 6  | Мамметгельдыев, Агагельды Мамметгельдыевич | 29.09.2003 | 21.01.2009  | по состоянию здоровья         |
| 7  | Бердиев, Яйлым Ягмырович                   | 21.01.2009 | 29.03.2011  | переход на другую работу      |
| 8  | Гундогдыев, Бегенч Атаевич                 | 29.03.2011 | 05.10.2015  | понижение в должности         |
| 9  | Бердиев, Яйлым Ягмырович                   | 05.10.2015 | 14.08.2018  | переход на другую работу      |
| 10 | Гундогдыев, Бегенч Атаевич                 | 14.08.2018 | действующий | действующий                   |